# Pedro Roldán

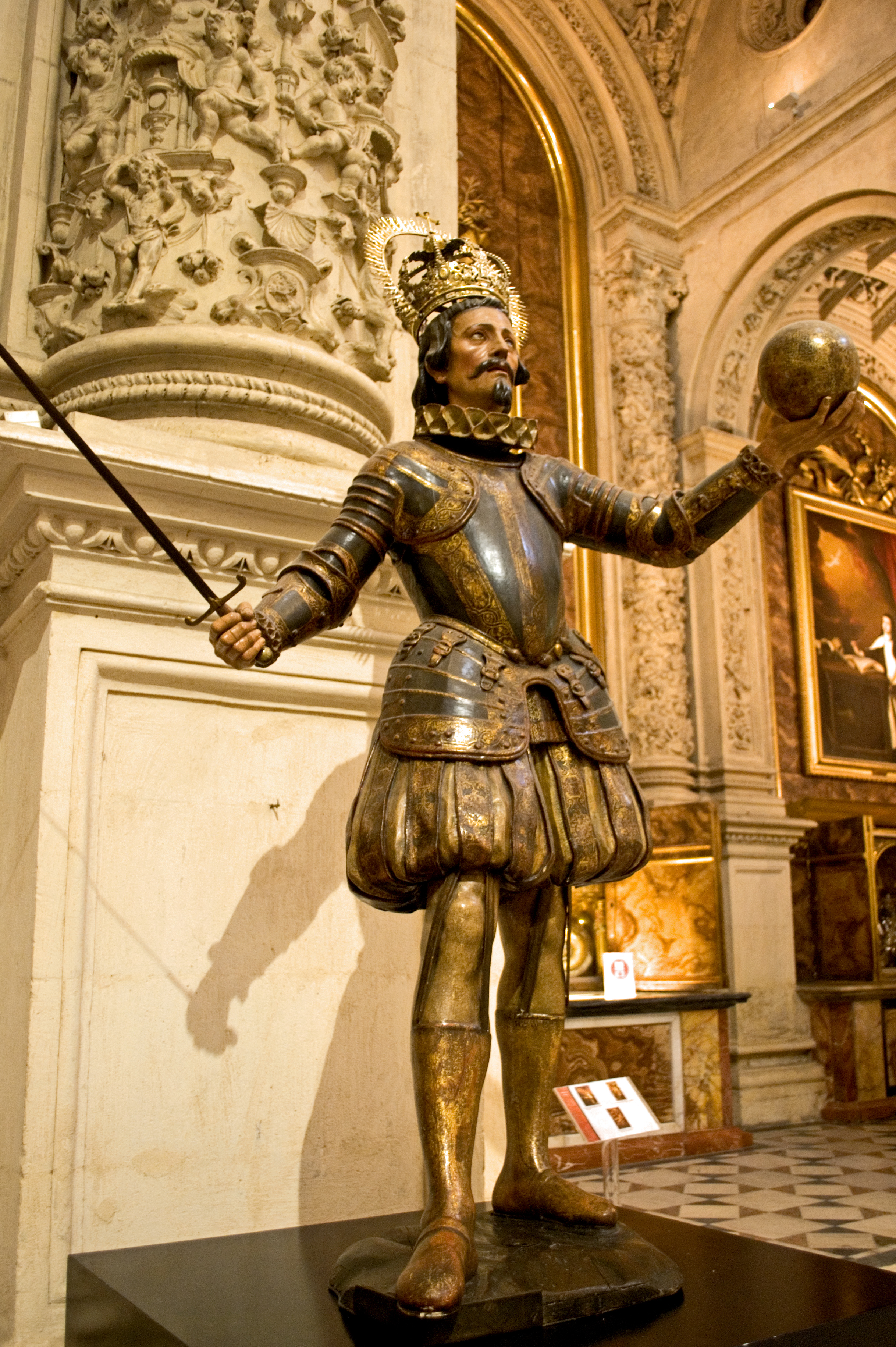
Kasztíliai Ferdinánd szobra a sevillai katedrálisban

Pedro Roldán (Sevilla, 1624. január 24. – Sevilla, 1699. augusztus 3.) spanyol szobrász és építész. J. M. Montañés műhelyének hagyományait folytatta Sevillában.

## Életpályája
Száraz és fanyar realizmusa kifejezésre jut sevillai főmunkáiban: Krisztus siratása (retablo, székesegyház, Sagraria), ugyanaz (de la Caridad-kórház temploma). Ez utóbbinál elől Krisztus és a sír körül álló alakok csaknem szabadon állnak, míg a háttér alakjai egész laposan vannak mintázva. Az alakok szinte ijesztően naturalisztikus színes festése Juan de Valdés Lealtól való. 

## Tanítványai
Az andalúziai iskola egyik utolsó képviselője. Pedro Cornejo (1677—1757) az ő tanítványa volt.

## Képgaléria

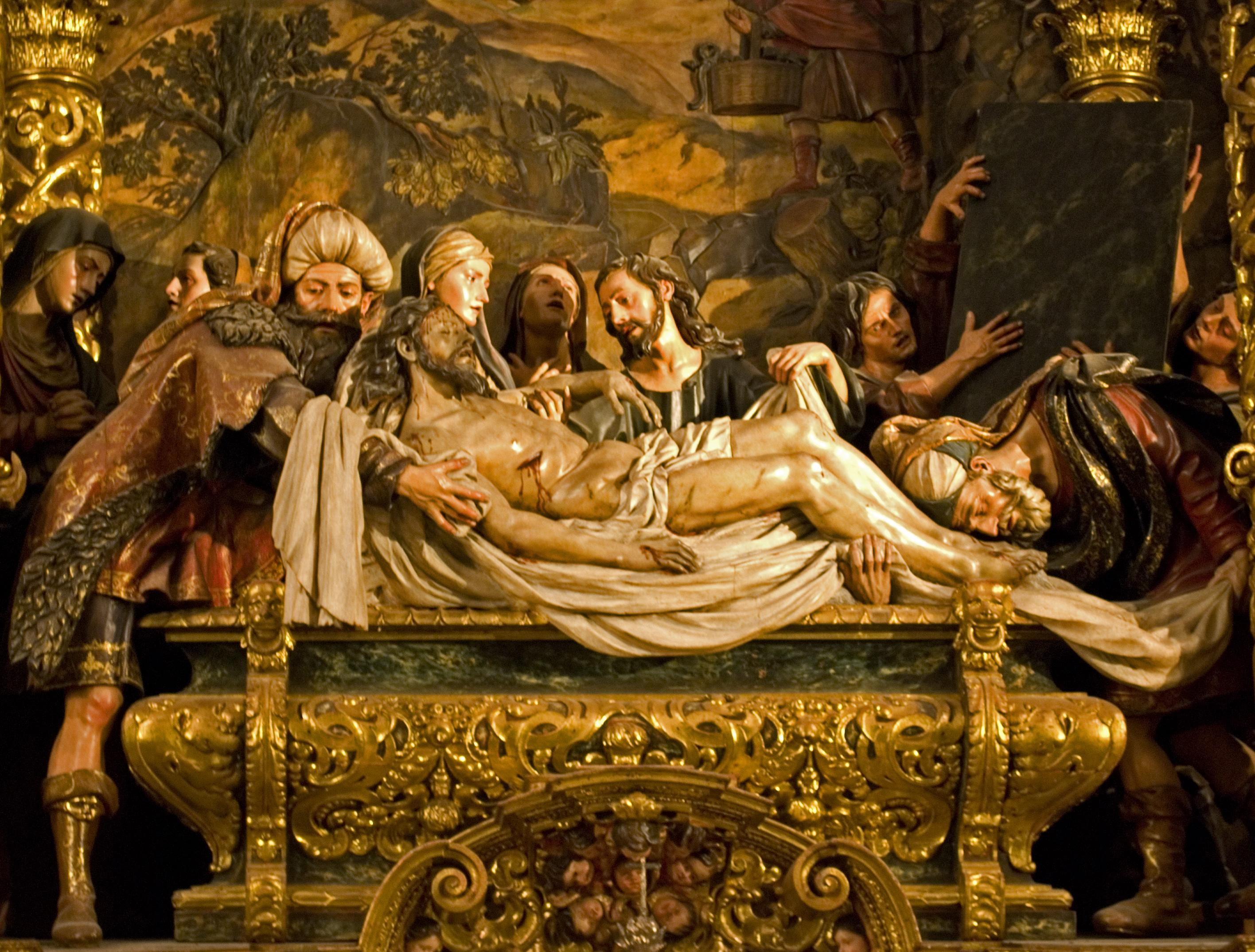
Santo Entierro. Iglesia de San Jorge, aneja al hospital de la Caridad, Sevilla.
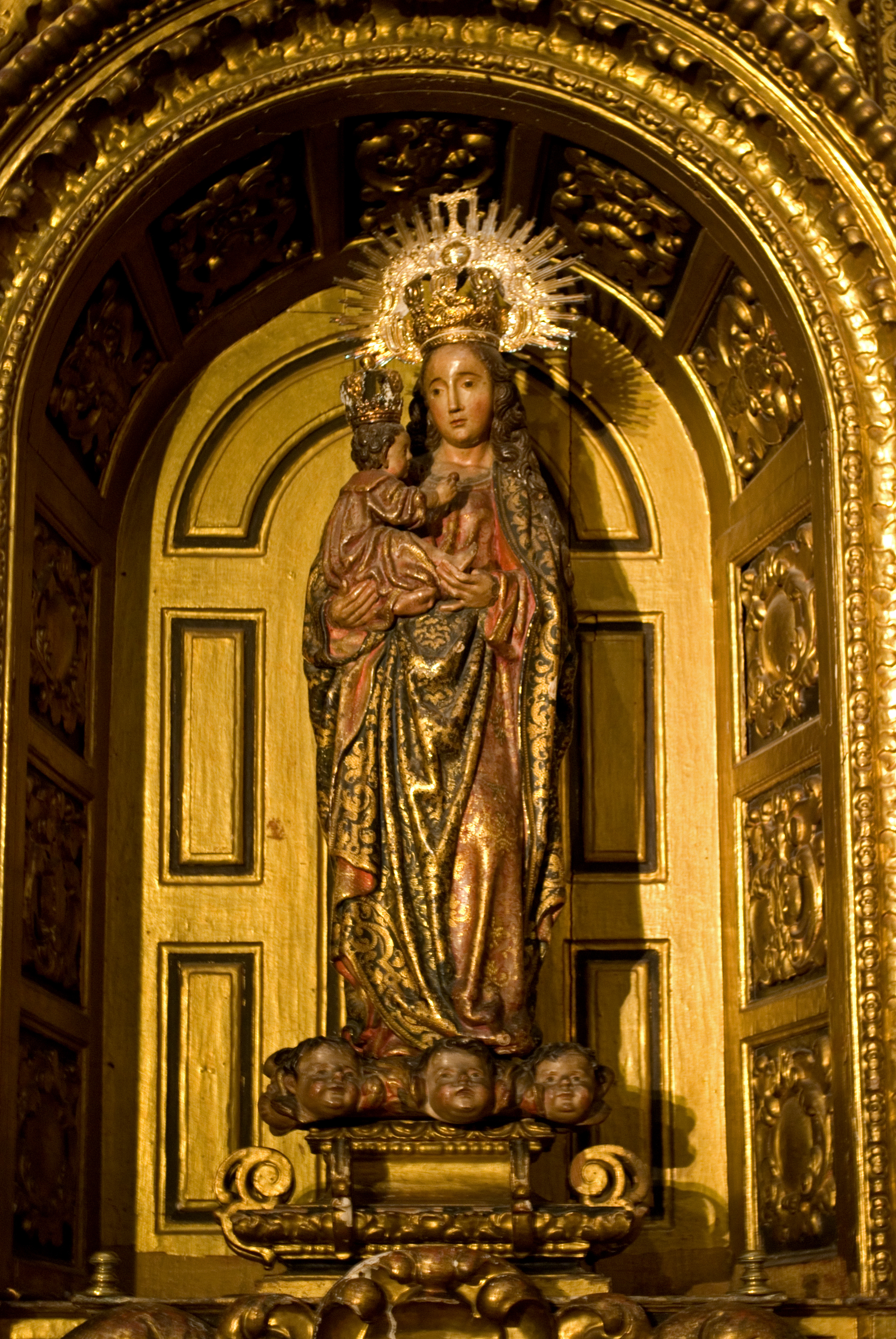
Virgen de la Caridad. Iglesia de San Jorge.
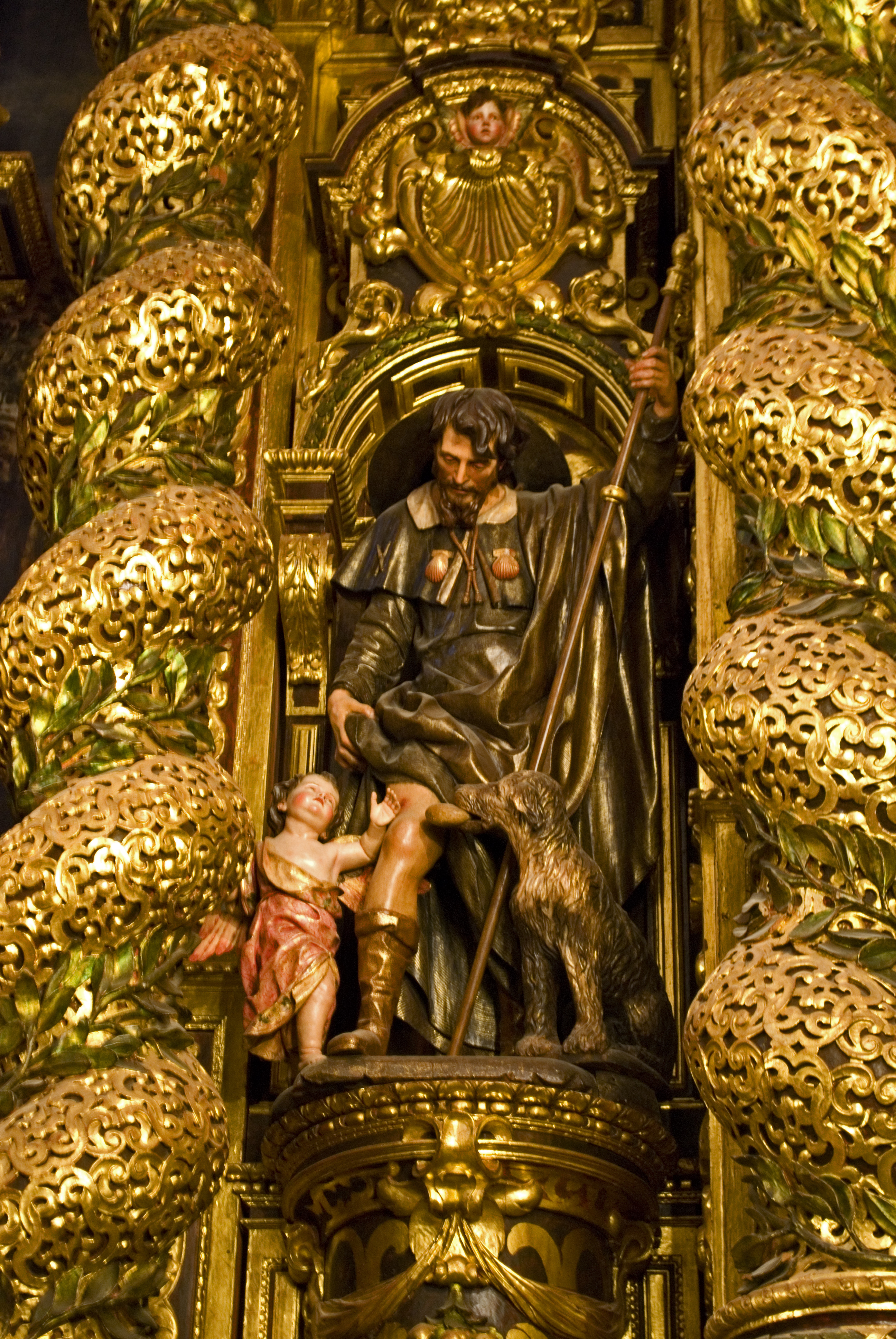
San Roque. Iglesia de San Jorge.
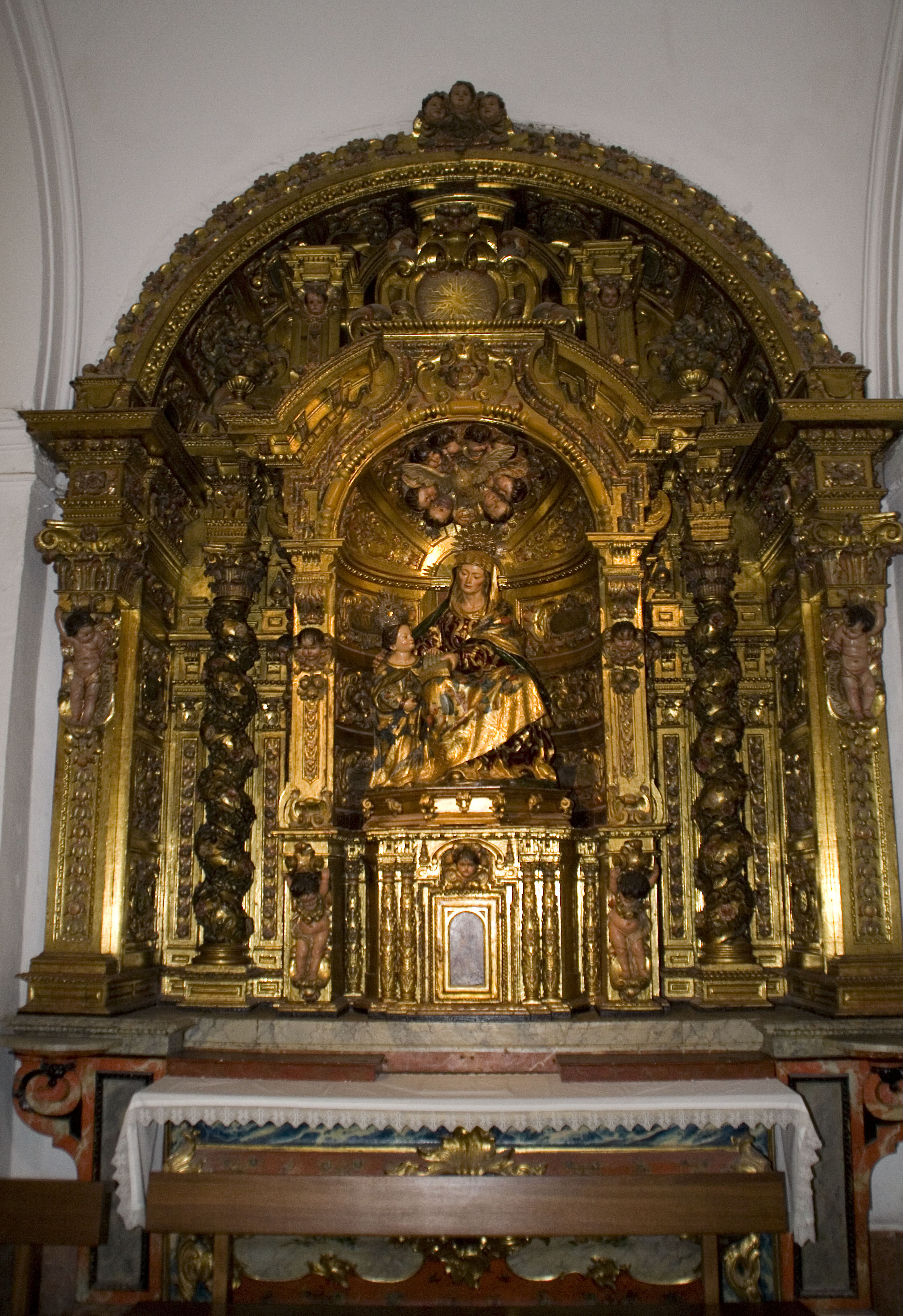
Santa Ana enseñando a la Virgen. Iglesia de Santa Cruz, Sevilla.
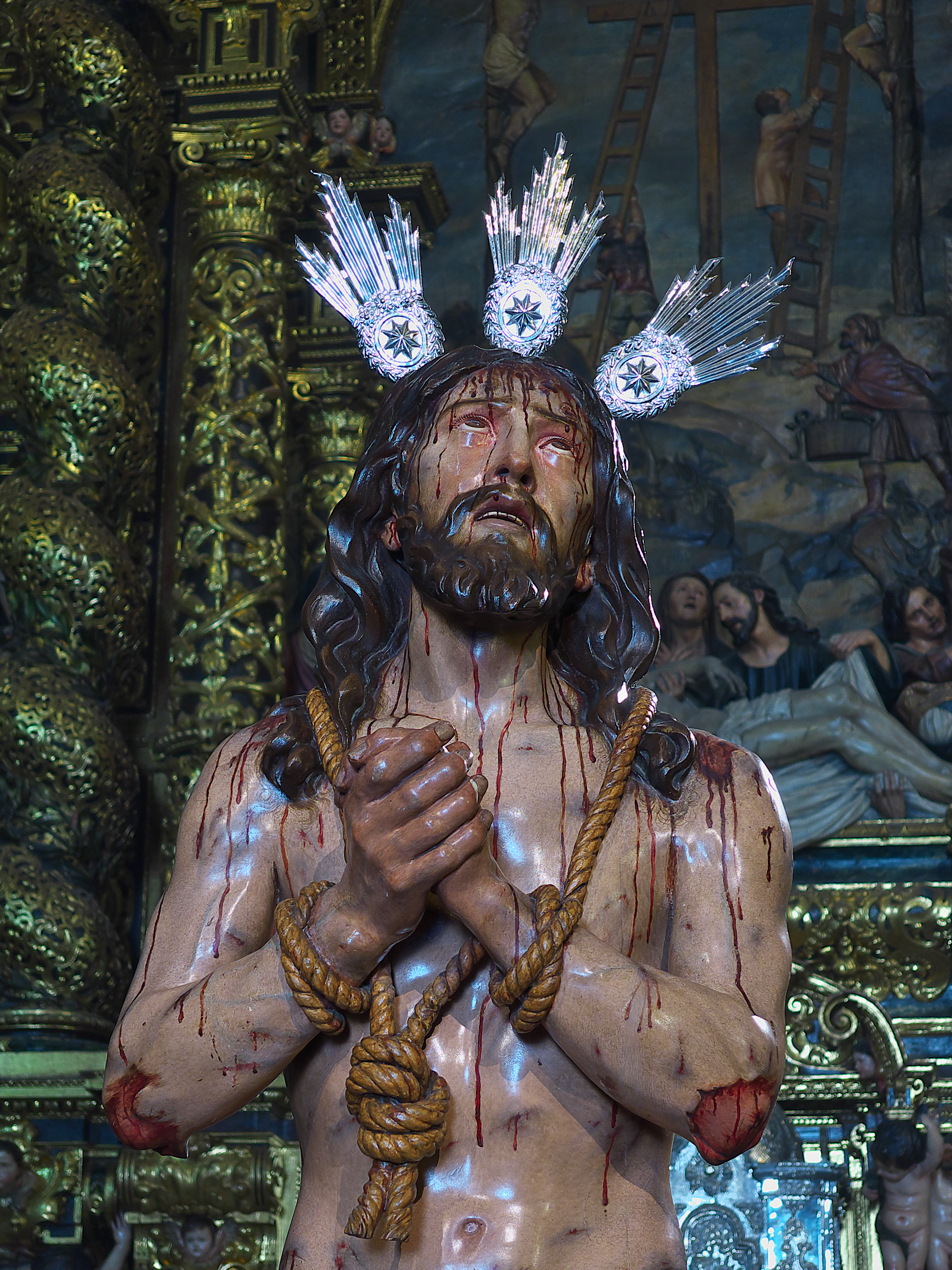
Cristo de la Caridad, Iglesia de San Jorge.